# John Lanchbery
John Arthur Lanchbery OBE (London, 1923. május 15. – Melbourne, 2003. február 27.) angol, később ausztráliai zeneszerző és karmester. Balettkarmesterként és -átdolgozóként vált világhírűvé. A Covent Garden balett-társulatának zenei vezetőjeként meghatározó szerepet játszott az operaház történetében. Hasonló befolyással volt az Australian Ballet Theater sorsára is.

## Élete
A Royal Academy of Music-beli tanulmányait a második világháború szakította félbe. A brit hadsereg katonájaként szolgált. A háború után, 1947-ben a frissen alakult, saját játszóhely nélküli Metropolitan Ballet-hez szerződött karmesternek, első fellépése 1948-ban volt Edinburgh-ban. A társulat ugyan tönkrement, de az itteni működése alapján figyeltek fel tehetségére. 1951-tőlmár  a jóval jelentősebb Sadler’s Wells Theatre Balett-ben működött. A társulat egyik tagjával kötött házasságot, amit 1960-ban bontottak fel. A balett beolvadt a The Royal Ballet-be, és ezzel Lanchbery is tagja lett.
Klasszikus balettek jelentős átdolgozásai, újrahangszerelései fűződnek nevéhez. Elsőként adaptált balettszínpadra operákat.[forrás?]
Világszerte ismert balettzenéi között az 1789-es Rosszul őrzött lány 20. századi igényekhez igazított változata, a hasonlóan átformált, 1832-ben bemutatott A szilfidekje, Léon Minkus Don Quijoteja és Bajadérja, Liszt Ferenc szerzeményeiből „alkotott” Mayerlingje található. A Rosszul őrzött lányt, a Bajadért a Magyar Állami Operaház is nagy sikerrel játszotta.

## Művei

### Balettátdolgozások, -hangszerelések
- La Bayadère (1980)
- La Fille mal gardée (1961)
- The Dream balett Felix Mendelssohn Bartholdy műveiből (1964)
- The Merry Widow balett Lehár Ferenc A víg özvegyéből az Australian Balett Theater-nek (1975)
- A Month in the Country balett Frédéric Chopin műveiből (1976)
- The Turning Point balett a The Tales of Beatrix Potter c. film (1971), aminek zenéjét szintén ő szerezte (1977)
- Mayerling balett Liszt Ferenc műveiből (1978)